# 柏南自動車教習所
株式会社柏南自動車教習所（はくなんじどうしゃきょうしゅうじょ）は、千葉県柏市にある公認の自動車教習所を運営する企業。

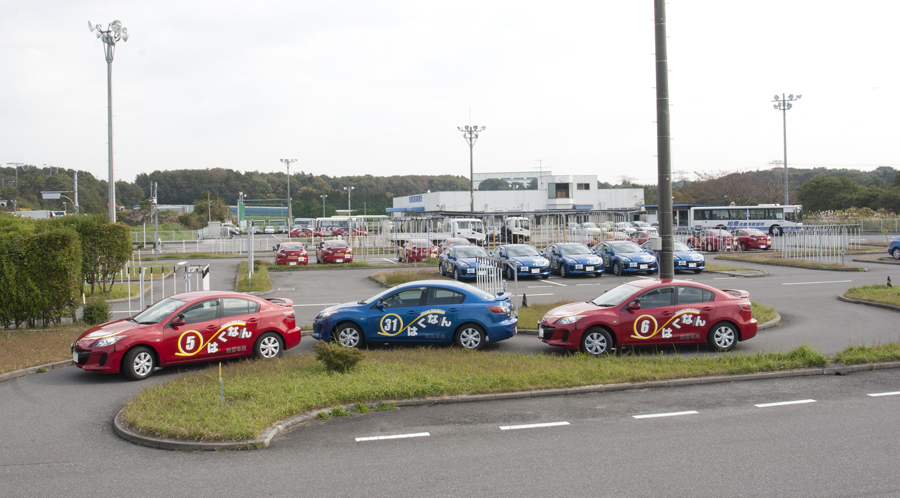

## 概要
- 首都圏でも数少ない全車種教習所である。
- 道路交通法改正により、2007年度から始まる新「大型自動車免許1種2種」も教習開始。
- 広告看板やバナー広告などに千葉県を中心に活動するご当地アイドル『コズミック☆倶楽部』を起用している。
- 近隣に位置することから、逆井商店会（さかサイ君）のスポンサー会員企業である。
- 道路交通法改正により、2017年3月13日より「準中型自動車免許」の教習を開始
- 旧沼南町にあり、かつては「沼南新富自動車学校」を名乗っていたが、沼南町の柏市への編入合併を前に改称された。

### 所在地
- 千葉県柏市高柳21番地

### 教習車種
- 普通自動車 (MT,AT)
- 準中型自動車
- 中型自動車
- 大型自動車
- 小型限定自動二輪車 (MT,AT)
- 普通自動二輪車 (MT,AT)
- 大型自動二輪車 (MT,AT)
- 大型特殊自動車
- けん引自動車
- 普通自動車二種 (MT,AT)
- 中型自動車二種
- 大型自動車二種
- 限定解除（AT限定、5トン限定（AT限定含む）、8トン限定（AT限定含む））
- 高齢者講習
- 企業安全運転講習
- ペーパードライバー講習
- その他講習
- フォークリフト技能講習
- 小型移動式クレーン技能講習
- 玉掛け技能講習

## アクセス
- JR常磐線南柏駅・柏駅・北柏駅と、東武野田線新柏駅・増尾駅・逆井駅・高柳駅・六実駅の各駅から、無料送迎バスを運行している。
- 東武野田線の逆井駅及び高柳駅より各徒歩30分

## 姉妹校
- 阪神ライディングスクール
- 南九州自動車学校